# Vorläufige französisch-vietnamesische Konvention
Die Vorläufige französisch-vietnamesische Konvention (französisch Convention préliminaire franco-vietnamienne, vietnamesisch Hiệp định sơ bộ Pháp-Việt) war ein am 6. März 1946 in Hanoi unterzeichnetes Abkommen zwischen Frankreich und der Regierung Nordvietnams. Die Konvention wird nach den Unterzeichnern Jean Sainteny und Hồ Chí Minh auch Hồ-Sainteny-Abkommen, nach dem Datum 6.-März-Abkommen oder nach dem Ort Konvention von Hanoi genannt. Darin erklärte sich Frankreich bereit, die Demokratische Republik Vietnam als freien Staat einer „Indochina-Föderation“ innerhalb der Französischen Union anzuerkennen. Über die Wiedervereinigung Cochinchinas mit Tonking und Annam solle eine Volksabstimmung entscheiden. Im Gegenzug erlaubte die Việt Minh den Franzosen die Truppenstationierung nördlich des 16. Breitengrades. Auf die Konvention folgte einen Monat später die Konferenz von Dalat und im Sommer die Konferenz von Fontainebleau.

## Hintergrund
Am 2. September 1945 hatte die vietnamesische Unabhängigkeitsbewegung Việt Minh das Machtvakuum nach der Kapitulation Japans genutzt, um im Rahmen der Augustrevolution die Demokratische Republik Vietnam zu proklamieren. International erreichte der neue Staat jedoch keine völkerrechtliche Anerkennung. Frankreich versuchte, nach einer britisch-chinesischen Besatzungsphase, wieder die Kontrolle des Landes zu übernehmen. Es kam zu Kämpfen und ein Krieg drohte, den jedoch weder Frankreich, das sich nach der Niederlage im Weltkrieg gerade im Wiederaufbau befand, noch die Vietnamesen, die gleichzeitig chinesischer Einflussnahme ausgesetzt waren, riskieren wollten.  
Bereits Mitte September 1945 hatte Hồ Chí Minh in Hanoi mit französischen Abgesandten Kontakt aufgenommen, um über die Zukunft Indochinas zu verhandeln. Am 12. November übergab er ein Dokument mit Forderungen, darunter sofortige Anerkennung der Unabhängigkeit, wirtschaftliche und kulturelle Autonomie, Einstellung der Feindseligkeiten und Verbot französischer Truppenbewegungen, was für die Franzosen jedoch inakzeptable Bedingungen darstellten. Schließlich kam es dann dennoch zur erfolgreichen Annäherung. Chefunterhändler Frankreichs war Jean Sainteny, der bereits bei der Unabhängigkeitserklärung anwesend gewesen war und für französische Verhältnisse relativ wohlwollend der vietnamesischen Sache gegenüberstand. Neben Hồ Chí Minh war auf vietnamesischer Seite auch der Nationalist Vũ Hồng Khanh beteiligt, da die Việt Minh mit der VNQDĐ auf chinesischen Druck hin eine Einheitsregierung gebildet hatte.
Unmittelbar vor der Unterzeichnung drohte der französisch-chinesische Haiphong-Zwischenfall am Morgen des gleichen Tages den Vertragsabschluss zu verzögern.

## Inhalt
Die Konvention wurde am 6. März 1946 von Hồ Chí Minh, Vũ Hồng Khanh und Jean Sainteny um fünf Uhr nachmittags in Hanoi unterzeichnet und trat sofort in Kraft. Sie umfasste drei zentrale Punkte:
- Frankreich erkannte die Demokratische Republik Vietnam als freien Staat mit eigener Regierung, Parlament, Armee und Staatsfinanzen als Teil einer „Indochinesischen Föderation“ und der Französischen Union an. Die Wiedervereinigung der drei Teile Vietnams (Annam, Cochinchina, Tonkin) sollte durch ein Referendum geklärt werden.
- Die Việt Minh akzeptierte die Besetzung Tonkins und Nord-Annams (Vietnam nördlich des 16. Breitengrades) durch französische Truppen, die die sich zurückziehende nationalchinesische Besatzungsarmee ersetzten. In einem Anhang wurde die Zahl der Soldaten auf 15.000 und der Zeitraum auf fünf Jahre festgelegt.
- Sofortige Einstellung aller Feindseligkeiten

Der zukünftige Status Vietnams sollte auf einer bald folgenden Konferenz geklärt werden.

## Reaktionen und Folgen
Das Abkommen rief auf beiden Seiten geteilte Reaktionen hervor. Von den Vietnamesen wurde die Konvention als erster völkerrechtlicher Vertrag der jungen Republik mit einer ausländischen Macht gefeiert, auch war es gelungen, dass die Franzosen erstmals seit Beginn der Kolonialzeit Vietnam wieder als Einheit behandelt hatten. Allerdings rief die weiterhin drückende Oberhoheit auch viel Verbitterung hervor. Hồ verteidigte seine Unterschrift damit, dass das Abkommen China aus Vietnam verdrängt habe und dass die französische Kolonialherrschaft der chinesischen Besatzung vorzuziehen sei: „Es ist besser, einige Jahre französischen Dung zu riechen, als den chinesischen tausend Jahre lang zu essen.“ Mehrere vietnamesische Zeitungen verglichen Hồs Signatur der Konvention mit der Unterzeichnung des einseitigen Friedensvertrages von Brest-Litowsk 1918 durch die Bolschewiki.
Auch in Frankreich wurde das Abkommen kritisiert. Zwar wurde die Konvention anfangs gar als Modell für andere Kolonien bezeichnet, der Mehrheit der französischen Politiker machte das mit den „vietnamesischen Kommunisten“ ausgehandelte Abkommen jedoch viel zu viele Zugeständnisse und drohte Cochinchina, eine der wichtigsten Kolonien, Frankreich zu entreißen. Admiral D’Argenlieu, Hochkommissar für Indochina, zeigte sich gar verwundert darüber, warum seine Regierung Verhandlungen einem Militärschlag vorgezogen hatte. 
Noch im März wurde in Cochinchina dann unabgesprochen eine eigene provisorische französisch-vietnamesische Regierung geschaffen und die Kolonie Cochinchina als „freier Staat“ der Demokratischen Republik Vietnam völkerrechtlich gleichgestellt, was aus Việt-Minh-Sicht ein krasser Verstoß gegen die Konvention darstellte und zu einer Attentatsserie gegen profranzösische vietnamesische Politiker führte. Die Franzosen machten schnell klar, dass sie die Việt Minh in Cochinchina weiterhin nicht dulden würden. Zu einem weiteren Streitpunkt entwickelte sich die Auslegung des Begriffs „freier Staat“ – Frankreich definierte die Bezeichnung weitaus enger und wollte nur eine weit geringeres Maß an Autonomie gewähren als von der Việt Minh erwartet.
Trotz des Bruchs des Vertrags und der fortschreitenden Gewalt bemühte sich Hồ Chí Minh die Verhandlungen wie geplant fortzusetzen. Die Verhandlungen in Dalat im April endeten allerdings ergebnislos; auch die in der Vorläufigen Konvention festgelegte Konferenz, die dann im Sommer des gleichen Jahres in Fontainebleau bei Paris stattfand,  führte zu keiner Einigung.